# Yacarerani
Yacarerani – rodzaj krokodylomorfa z grupy Notosuchia żyjącego w późnej kredzie na obecnych terenach Ameryki Południowej. Został opisany w 2009 roku przez Fernanda Novasa i współpracowników w oparciu o niemal kompletny, znakomicie zachowany szkielet odkryty w górnokredowych osadach formacji Cajones na terenie Parku Narodowego Amboró w Boliwii. Wiek tej formacji ocenia się na turon-santon. W bezpośredniej bliskości holotypu odnaleziono drugi niemal kompletny szkielet Yacarerani, a tuż pod nimi dwa kompletne jaja oraz izolowane fragmenty skorupki. Wielkość oraz budowa zewnętrzna jaj jest podobna do tych znalezionych w pobliżu krokodylomorfa z rodzaju Mariliasuchus. Przestrzeń zajmowana przez kości i jaja kształtem przypomina tunel, co sugeruje, że Yacarerani mógł kopać nory.
Czaszka Yacarerani mierzy około 9,5 cm długości, a połączenie kości czołowych i ciemieniowych sugeruje, że należy do osobnika dorosłego. Pysk jest krótki i wąski. Yacarerani miał bardzo heterodontyczne uzębienie, obejmujące po cztery zęby przypominające siekacze w kościach przedszczękowej i zębowej oraz po sześć zębów odpowiadających trzonowym w kościach szczękowej i zębowej. Zarówno w szczęce, jak i w żuchwie zęby przypominające siekacze były oddzielone diastemą od przypominających trzonowce. Zęby odpowiadające trzonowym niemal stykały się ze sobą, powodując oddzielenie ich od przypominających siekacze, położonych z przodu szczęk. Tego typu przerwa pomiędzy zębami znajdującymi się w jamie ustnej a resztą uzębienia jest cechą nieznaną wcześniej u mezozoicznych tetrapodów, a jej znaczenie funkcjonalne pozostaje niejasne.
Według analizy filogenetycznej przeprowadzonej przez autorów Yacarerani należy do grupy zaawansowanych przedstawicieli Notosuchia, obejmującej również rodzaje Mariliasuchus, Comahuesuchus oraz Adamantinasuchus, stanowiący takson siostrzany Yacarerani – stoi to w sprzeczności z niektórymi wcześniejszymi badaniami, które sugerowały przynależność adamantinazucha do rodziny Sphagesauridae. W analizie uwzględniono tylko cechy czaszki Yacarerani, gdyż większość szkieletu pozaczaszkowego wciąż jeszcze preparowano.
Nazwa Yacarerani pochodzi z języka Indian Guarani, w którym yacaré oznacza kajmana żakare, a rani – „pierwszy”. Nazwa gatunkowa gatunku typowego, boliviensis, odnosi się do miejsca odnalezienia holotypu.